# Tyramin
Tyramin ist ein biogenes Amin. Es wird durch Decarboxylierung aus der Aminosäure Tyrosin gebildet.

## Vorkommen
Tyramin entsteht bei der Zersetzung von Eiweißen und ist häufig natürlicher Begleitstoff von Nahrungsmitteln, zu deren Fertigung Schritte wie Gärung oder Fermentation gehören, so z. B. viele Käsesorten, Rotweine, Fleisch oder Schokolade. Es ist des Weiteren Inhaltsstoff von Bananen und Misteln – in den Beeren letzterer sogar in toxischer Konzentration.

## Medizinische Wirkung
Tyramin wirkt als indirektes Sympathomimetikum, wird jedoch durch Monoaminooxidasen rasch abgebaut, so dass im Normalfall bei oraler Aufnahme keine Kreislaufwirkung beobachtet werden kann. Bei einer gleichzeitig vorliegenden Medikation mit unselektiven MAO-Hemmern kann der Verzehr im Zuge der Hemmung seines Abbaus zu einer Anreicherung des Tyramins mit gegebenenfalls stark ausgeprägter Kreislaufwirkung bis hin zur hypertensiven Krise, unter Umständen mit tödlichen Folgen, führen. Man spricht dann vom sogenannten „Cheese-Effect“. Tyramin ist ein unspezifisches Substrat der Monoaminooxidasen.
Des Weiteren kann Tyramin wie andere biogene Amine (u. a. Histamin in Erdbeeren, in Schalen- und Krustentieren; Serotonin in Bananen und Nüssen) Auslöser für eine Nahrungsmittelallergie sein. Darüber hinaus kann der Konsum tyramin- und histaminreicher Nahrungsmittel einen Auslösefaktor für Migräne darstellen. Tyramin wirkt als Mydriatikum.
Tyramin löst sich schlecht in Tetrahydrofuran und mäßig in Wasser, ist jedoch gut in Dimethylsulfoxid löslich (ca. 100 g/l).